# Vattenpolo vid olympiska sommarspelen 1972
Vattenpoloturneringen vid Olympiska sommarspelen 1972 avgjordes i München.

## Medaljsummering
| Gren                          | Guld | Silver | Brons |
| Herrarnas vattenpoloturnering | Sovjetunionen Anatolij Akimov Aleksej Barkalov Aleksandr Dolgusjin Aleksandr Dreval Vadim Guljajev Aleksandr Kabanov Nikolaj Melnikov Leonid Osipov Aleksandr Sjidlovskij Vladimir Sjmudskij Vjatjeslav Sobtjenko Huvudtränare: Anatolij Bljumental | Ungern András Bodnár Tibor Cservenyák Tamás Faragó István Görgényi Zoltán Kásás Ferenc Konrád István Magas Endre Molnár Dénes Pócsik László Sárosi István Szivós Huvudtränare: Dezső Gyarmati | USA Peter Asch Steven Barnett Bruce Bradley Stanley Cole James Ferguson Eric Lindroth John Parker Gary Sheerer James Slatton Russell Webb Barry Weitzenberg Huvudtränare: Monte Nitzkowski |